# Целуйко, Павел Филиппович
Павел Филиппович Целуйко (укр. Павло Пилипович Целуйко; 23 марта 1905 год, село Чутово, Полтавский уезд, Полтавская область — 1978 год, Жёлтые Воды, Днепропетровская область, Украинская ССР) — колхозник, старший механик совхоза имени Красной Армии Министерства совхозов СССР Полтавской области, Украинская ССР. Герой Социалистического Труда (1948).

## Биография
Родился 23 марта 1905 года в селе Чутово в крестьянской семье. В 1916 году окончил начальную школу в родном селе. Работал кузнецом и слесарем в Чутовской ремонтной мастерской. После окончания в 1932 году Черниговской школы механизации работал трактористом в Таверовском свеклосовхозе, с 1939 года — старший механик в совхозе имени Красной Армии Полтавского района.
В 1947 году собрал в среднем по 31,5 центнеров пшеницы с каждого гектара на участке площадью 80 гектаров. В 1948 году удостоена звания Героя Социалистического Труда «за получение высоких урожаев пшеницы и ржи при выполнении совхозом плана сдачи государству сельскохозяйственных продуктов в 1947 году и обеспеченности семенами зерновых культур для весеннего сева 1948 года».
С 1949 года — старший механик Таверовского свеклосовхоза.
В 1965 году вышел на пенсию. Проживал в городе Жёлтые Воды, где скончался в 1978 году.

## Награды
- Герой Социалистического Труда — указом Президиума Верховного Совета СССР от 13 марта 1948 года
- Орден Ленина